# Карминная щурка
Карми́нная щу́рка (лат. Merops nubicoides) — вид птиц из семейства щурковые.

## Описание
Карминная щурка, как и другие щурки, ярко окрашена. Верхняя часть головы голубого цвета, от клюва к глазу и далее к затылку тянется чёрная полоса. Клюв тонкий, немного загнут книзу, чёрный. Горло розового цвета. Поясница и подхвостье голубые. Хвост прямой, центральные рулевые перья длиннее остальных.

## Распространение
Встречается в Южной и Восточной Африке: от Анголы на западе до Танзании на востоке и от Руанды на севере до ЮАР на юге. Совершает сезонные миграции.

## Поведение
Карминная щурка обитает на открытых саваннах и в травянистых речных долинах. Селится колониями, состоящими из нескольких десятков тысяч пар. У каждой пары своя отдельная нора.

## Питание
Основой рациона питания являются насекомые. Щурки охотятся на пчёл, ос, саранчу и термитов. Иногда щурки сидят на спинах пасущихся животных и склёвывают паразитов, которые их беспокоят.

## Галерея

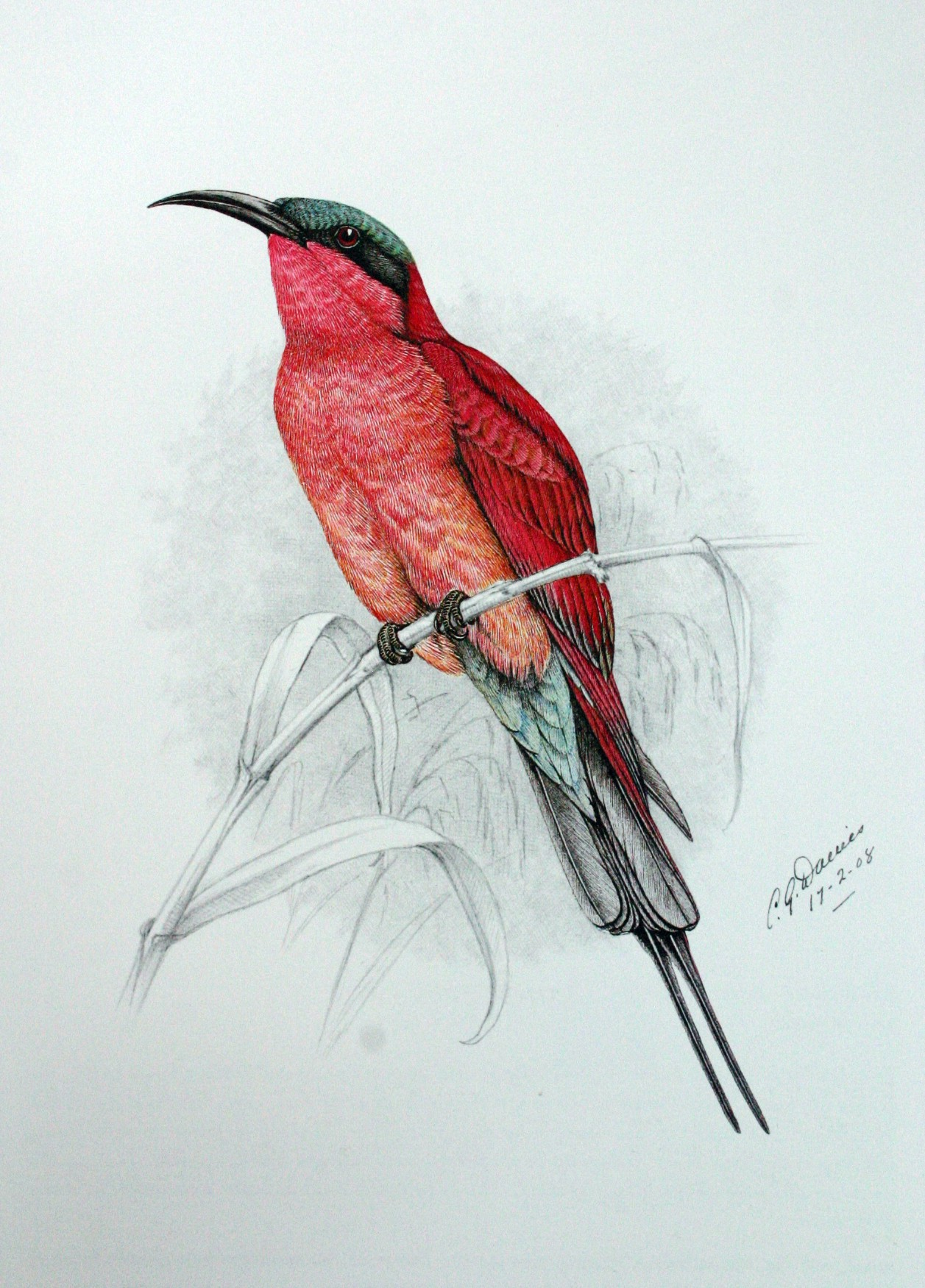
Merops nubicoides
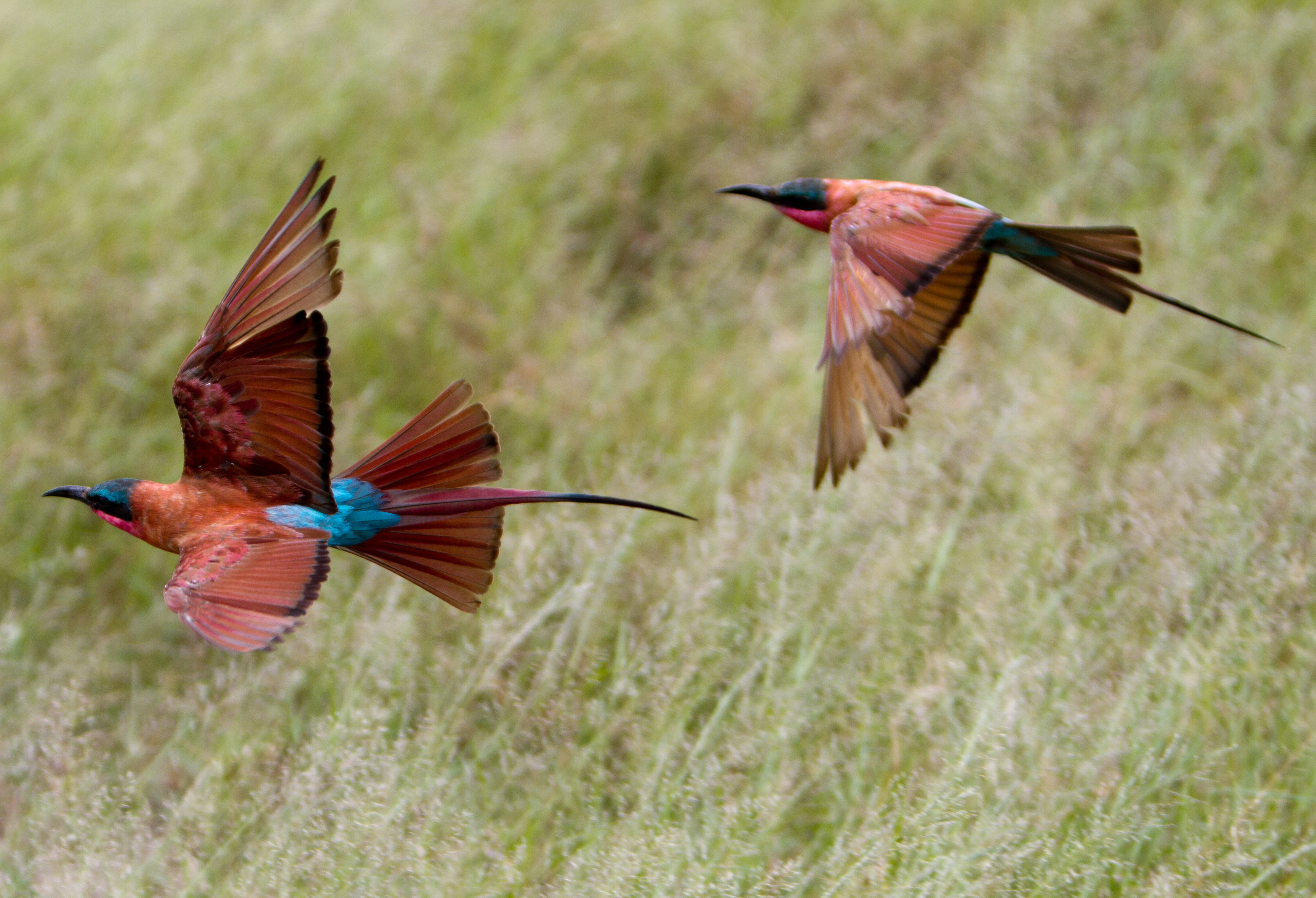
Две карминные щурки в полёте (северная Ботсвана)
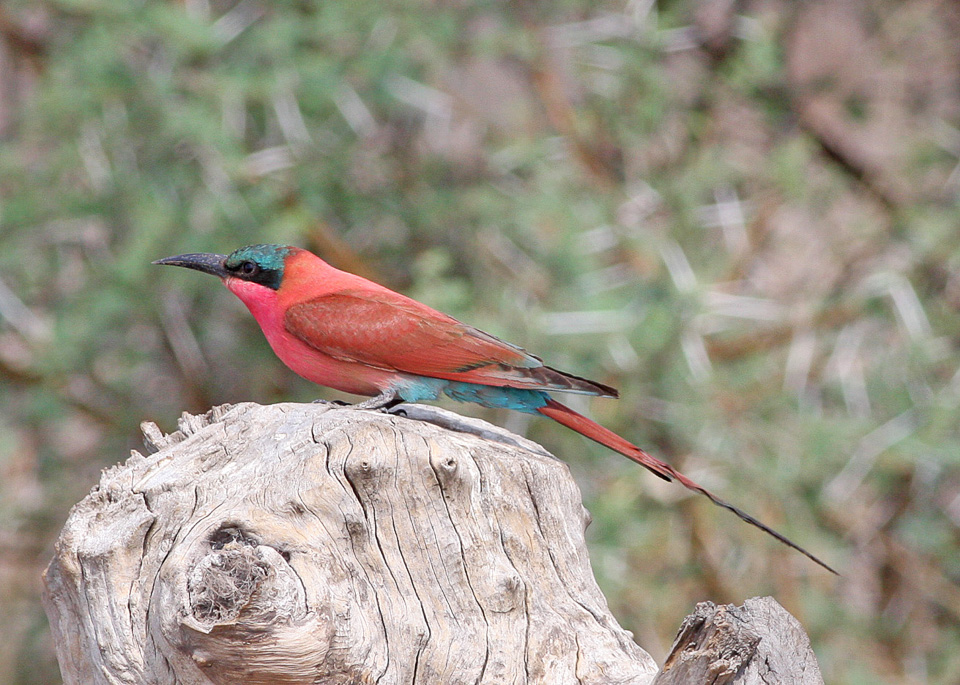
Карминная щурка
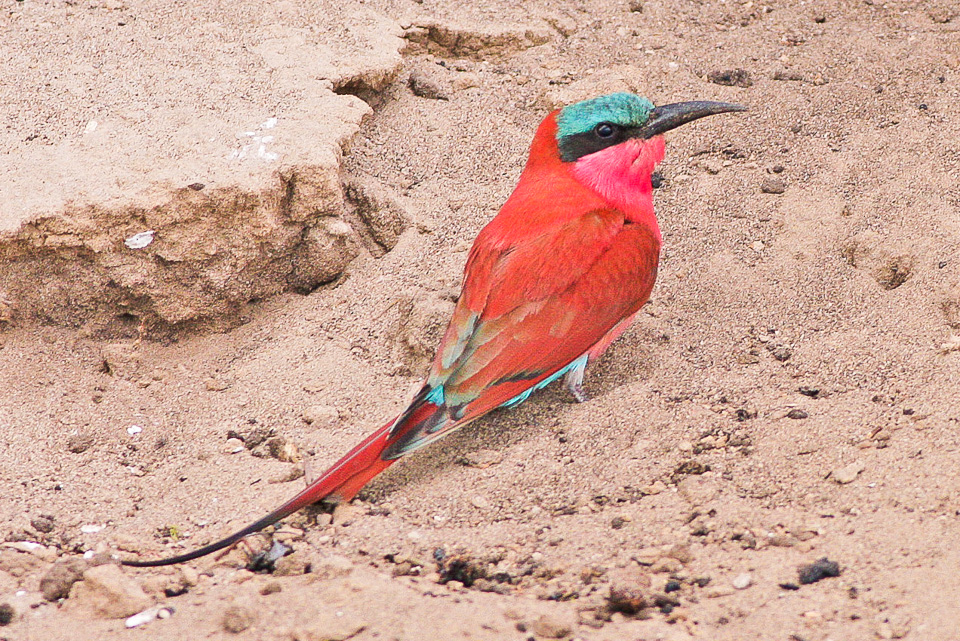